# Tomasz Brożyna
Tomasz Krzysztof Brożyna (Bieliny, Voivodat de Santa Creu, 19 de setembre de 1970) és un ciclista polonès, que fou professional entre el 1995 i el 2006. En el seu palmarès destaca per ser el primer ciclista polonès en finalitzar les tres Grans Voltes i les victòries a la general de la Volta a Polònia (1999), la Ruta del Sud (2000) i el campionat nacional en ruta de 1998.

## Palmarès
- 1991
  - 1r a la Cursa de la Solidaritat Olímpica
- 1994
  - Vencedor d'una etapa del Regio-Tour
- 1995
  - 1r a la Małopolski Wyścig Górski
- 1996
  - 1r a la Cursa de la Solidaritat Olímpica
  - 1r a la Redlands Bicycle Classic
- 1998
  -  Campió de Polònia en ruta
  - 1r a la Cursa de la Solidaritat Olímpica
- 1999
  - 1r a la Małopolski Wyścig Górski
  - 1r a la Volta a Polònia
  - 1r a la Cursa de la Solidaritat Olímpica i vencedor de 2 etapes
  - Vencedor d'una etapa de la Cursa de la Pau
- 2000
  - 1r a la Ruta del Sud
- 2003
  - Vencedor d'una etapa de la Cursa de la Solidaritat Olímpica
- 2004
  - 1r al Tour de Beauce i vencedor d'una etapa

### Resultats al Tour de França
- 2001. 21è de la classificació general

### Resultats a la Volt a Espanya
- 2000. 53è de la classificació general

### Resultats al Giro d'Itàlia
- 2000. 39è de la classificació general
- 2003. 31è de la classificació general